# Nurri
Nurri (en sard, Nurri) és un municipi italià, dins de la província de Sardenya del Sud. L'any 2007 tenia 2.431 habitants. Es troba a la regió de Sarcidano. Limita amb els municipis d'Esterzili, Isili, Mandas, Orroli, Sadali, Serri, Siurgus Donigala i Villanova Tulo.

## Administració
| Període | Identitat      | Partit        |
| ------- | -------------- | ------------- |
| 2006-   | Antonio Atzeni | Llista cívica |